# Recycle
Recycle — український стартап, що спеціалізується на сортуванні відходів та популяризації екологічного способу життя. Компанія розробила мобільний додаток для сортування сміття, а також реалізує благодійні ініціативи, такі як фонд Recycle Charity та спільні проєкти з фондом Tiko.

## Історія
Recycle був заснований в Україні як технологічний стартап, спрямований на спрощення процесу сортування відходів для домогосподарств та бізнесу. Основною ідеєю стало створення мобільного застосунку, який би полегшував сортування та сприяв зниженню обсягу відходів, що потрапляють на полігони. Команда стартапу працювала над розробкою зручного та ефективного рішення, яке могло б інтегруватися в повсякденне життя українців.

## Діяльність

### Мобільний додаток
Recycle розробив мобільний застосунок, що допомагає користувачам сортувати сміття та знаходити найближчі пункти прийому вторинної сировини. Додаток також пропонує послугу виклику кур'єра для вивезення відсортованих відходів безпосередньо з дому або офісу. Крім цього, користувачі можуть отримувати екологічні поради та стежити за впливом своїх дій на довкілля.
Сервіс активно працює в Києві та поступово розширює географію своєї діяльності. На момент запуску він став першим кур'єрським сервісом у місті, який спеціалізується на вивезенні відсортованих відходів., 

### Благодійні ініціативи

Логотип Recycle Charity

Recycle активно займається благодійною діяльністю через свій фонд Recycle Charity. Кошти, отримані від здачі вторинної сировини, спрямовуються на підтримку соціальних ініціатив. Крім того, компанія реалізує спільні проєкти з фондом Tiko, спрямовані на встановлення сортувальних станцій у школах України. Завдяки цій програмі діти та молодь навчаються відповідальному ставленню до довкілля, що сприяє поширенню культури сортування відходів серед молодого покоління.

### Партнерство з ВТОРМА
На початку 2025 року Recycle оголосив про стратегічне партнерство з компанією ВТОРМА, яка займається збором і переробкою вторинної сировини. Це співробітництво дозволяє значно розширити можливості вивезення відходів та підвищити ефективність переробки, зменшуючи навантаження на полігони та сприяючи розвитку циркулярної економіки в Україні.

### Участь у міжнародних подіях
Компанія представляла Україну на міжнародних технологічних заходах, зокрема Mobile World Congress 2025 у Барселоні,  та Web Summit 2024. Участь у таких заходах сприяє розширенню партнерських зв'язків та виходу стартапу на міжнародні ринки. Під час цих подій Recycle презентував свої рішення для ефективного управління відходами та обговорював можливості міжнародного співробітництва у сфері екотехнологій.